# María Velasco
María Velasco González (Burgos, 24 de mayo de 1984) es una dramaturga y creadora escénica española. Premio Nacional de Literatura Dramática 2024.

## Biografía
Nacida en Burgos, Velasco es Licenciada en Comunicación Audiovisual y Doctora en Comunicación por la Universidad Complutense de Madrid, Máster en Práctica Escénica y Cultura Visual por la Universidad de Alcalá de Henares, licenciada en Dramaturgia por la Real Escuela Superior de Arte Dramático y profesora de posgrado.
En el 2008, recibió una beca de la Sala Cuarta Pared para participar en el Programa ETC. En este contexto desarrolló su obra teatral Günter, un destripador en Viena. La revista Primer Acto nº 327 publicó el texto íntegro así como una entrevista con la autora. En 2009, Javier Vallejo reseñó la obra en EP3 (El País) en el artículo sobre nuevos autores dramáticos titulado Tengo un nudo en la garganta.
La Ayuda a la Creación y Desarrollo de las Artes Escénicas de la Comunidad de Madrid auspició la escritura de Nómadas no amados, que participó en el Festival Internacional de Jóvenes Dramaturgos Interplay Europa 2010, celebrado en Esmirna y fue publicada por El teatro de papel (Primer Acto).
En 2010, su texto Perros en danza (Intrahistorias de la República y la Guerra), fue premiado con el Accésit Textos Teatrales Marqués de Bradomín y publicado por el Instituto de la Juventud (INJUVE). Aún vinculada a la Sala Cuarta Pared, participó en la dramaturgia colectiva de Gen.Esix (Noche en Blanco 2010) y escribió junto a Javier Yagüe la pieza de teatro-danza Destino estrenada en Territorio Danza. Cabe destacar además sus contribuciones a la crítica cinematográfica en los libros Todos los estrenos, Cine Drogado, Listas negras en Hollywood y Las películas de Almodóvar.
Es responsable de varios títulos infantiles y juveniles. Su obra para adolescentes Triple Salto (compañía Pikor Teatro) fue nominada al Premio Max al Mejor Espectáculo Revelación. También ha hecho numerosas dramaturgias para danza contemporánea para la cía. Kor’sia, dirigida por bailarines de la Compañía Nacional de Danza y para la compañía Malditos, liderada por Alberto Velasco.
Sus piezas han sido estrenadas en teatros públicos como el Teatro Español, el Centro Dramático Nacional o el Centro Conde Duque; los espacios más prestigiosos del circuito alternativo como Cuarta Pared, Teatro Pradillo, Nave 73, Teatro del Barrio, El Montacargas; enclaves históricos como la Sociedad Cervantina o el Ateneo de Madrid; Microteatro por Dinero; y galerías de arte y museos, como el Museo de Arte Contemporáneo del País Vasco-Artium Museoa de Vitoria o La Juan Gallery. También en festivales nacionales (Surge, Frinje, Escena Abierta) e internacionales en Italia, Francia y Estados Unidos.
Algunas de su obras han sido traducidas al euskera, al francés, al italiano, y al inglés. En el ámbito de las artes escénicas, algunos de sus profesores han sido José Sanchis Sinisterra, Juan Mayorga, Alejandro Tantanián, José Antonio Sánchez, Oscar Cornago, Carlos Marquerie o Enzo Cormann y entre sus principales referentes cita a Claudia Faci y a Angélica Liddell.
En 2024 recibió el Premio Nacional de Literatura Dramática por la obra Primera sangre, donde aborda la violencia sexual en las niñas.  Está obra fue estrenada en el Teatro Valle-Inclán de Madrid, con dirección de la propia autora y producción del Centro Dramático Nacional (CDN).  Está obra fue reconocida con el 31º Premio SGAE de Teatro Jardiel Poncela en 2022.

## Teatro
- Talaré a los hombres de sobre la faz de la tierra[8](2019)
- Traducción al inglés por Kelsi Vanada, publicado en 2021 por Inti Press con el título I Will Wipe Men Off the Face of the Earth[9]

Una preadolescente se aleja de su familia en una barbacoa para leer bajo un árbol. Con este acto, da comienzo un rito de paso, y el viacrucis de una mujer de la generación Y, como hija menor, doctoranda y trabajadora sexual. Talaré a los hombres de sobre la faz de la tierra pone en relación la violencia emocional y sexual con la violencia sobre el medioambiente, comparando el “extractivismo de los recursos del inconsciente y de la subjetividad, el lenguaje, el deseo, la imaginación, el afecto” (Suely Rolnik) con el extractivismo de recursos naturales. Talaré a los hombres de sobre la faz de la tierra es una historia de empoderamiento por lo verde.
- Escenas de caza[10] (Editorial Antígona, 2018)

Escenas de caza es una pieza de teatro, danza y supervivencia que se inspira en una obra cinematográfica. En la película Escenas de caza en la Baja Baviera (Peter Fleischmann, 1969) se nos presenta el pueblo de Unholzingun, a cuyo seno vuelve de prisión Abramm, un joven mecánico. En torno a él y a su inexplicable ausencia empiezan a correr una multitud de rumores sobre su sexualidad, convirtiéndole así en la víctima perfecta de un pueblo dispuesto a la violencia y a la humillación más brutales contra todo aquel que se salte la norma establecida. La crueldad del pueblo hacia Abramm se torna en una auténtica caza al hombre. Una caza que nos acerca demasiado a lo que, si no le ponemos freno ni consciencia, puede aparecer bajo la piel de cada uno de nosotros.
- Fuga de cuerpos (publicada por A siete pasos del Quijote, Madrid, Teatro Español , 2016)

Fuga de cuerpos podría definirse como una comedia romántica, pero una comedia romántica que no hace ninguna gracia. Igual que una cinta de casete (se trata de una historia generacional), posee dos caras: A, el punto de vista de ella; B, el punto de vista de él. En el pasado fueron pareja, ahora se buscan por separado, haciendo trabajo social y terapia de grupo, con experiencias como la prostitución y el poliamor, como el aborto y la paternidad. Se buscan, pero ¿se encuentran?, ¿se reencuentran? El anverso de la fuga de cerebros es la fuga de cuerpos: el «precariado» sentimental y el nomadismo emocional... la huida hacia delante de la promiscuidad. El feminismo busca la complicidad de una risa que, al entrometerse en cuestiones acuciantes de las políticas de género, quema y rompe los labios.
- Taxi Girl (Editorial Ñaque, 2018) Premio Max Aub - Ciutat de València, 2017 (dotado con 8.000 euros)[13]
- Encantados (A siete pasos del Quijote, Madrid, Teatro Español, 2016)

Comisión del Teatro Español en 2015, coincidiendo con los cuatro siglos de la publicación de la Segunda parte del Ingenioso caballero don Quijote de la Mancha, junto con otros seis dramaturgos coordinados por Alberto Conejero.
- La soledad del paseador de perros (publicada por Panorama Sur, Buenos Aires, 2016)

Estrenada en la sala madrileña Cuarta Pared en abril de 2016, la obra trata de Malena una mujer argentina que pasea perros (también la llaman Mofeta). Junto a ella, el Chico de Bahía, para quien "la juventud es como una locura transitoria", que está en relación abierta con la Chica de Burgos que tiene muy claro que hay que "emborronar", en lugar de "emborronarse". Sobre escena y en sus múltiples y escabrosas relaciones, no falta la promiscuidad sexual, los abusos, el tabaco, el alcohol, las drogas, y todo un abanico de somníferos, tranquilizantes y ansiolíticos.
- Si en el árbol un burka[17] (Fundación San Sebastián / Ediciones Invasoras, 2016)[18]

Si en el árbol un Burka presenta monólogos cruzados de dos personajes reales. Por una parte Pony, un orangután hembra rescatada por una veterinaria vasca del burdel de Borneo en el que sufría abusos sexuales como si de un objeto sexual se tratase; y por otra la modelo Gisele Bundchen, que ocultó en su día las secuelas de sus cirugías bajo un burka. A modo de talk-show, una y otra se confiesan ante el público, cuentan sus motivos y exponen sus razones para haber vivido sus particulares calvarios. Mientras Gisele -convertida por la sociedad en fashion victim y mujer objeto casi sin haberse dado ni cuenta- relata su infierno por ser casi un símbolo más que una mera persona sin vida propia, la orangután hembra -humanizada por la autora- expone su propio infierno, después de haber sido prostituida y degradada por los seres humanos como una mercancía, demostrando que ella -en su calvario personal- puede y llega a ser mucho más humana que los propios humanos. Las dos historias -que sólo llegan a cruzarse en un desenlace de corte poético que, de alguna manera, une las dos mitades en un todo- configuran un mosaico de la mujer y de lo femenino desde la peor óptica posible para ellas: la que sólo permite la lucha para salir adelante. Son, después de todo, dos mujeres expuestas al mundo del hombre, cada una en su terreno, Pony como objeto sexual y Gisele como objeto de mera admiración masculina; y cada una enfrentada a su propio calvario personal.
- Damasco Mashup (Fundación SGAE, 2015)

Estrenada en el Teatro Pradillo de Madrid, Damasco es un mashup de frases de la trilogía dramática Camino de Damasco, de August Strindberg, y algunos paratextos, como el cine de Ingmar Bergman. El antepasado de las “dramaturgias del yo” se defendió de aquellos que le acusaban de haber hecho un uso privado de la escena, aduciendo que “nada es personal”. Sin quererlo (o no), estaba parafraseando a los griegos: “Soy humano, ergo nada humano me es ajeno”. Una batería de citas (textos sacados de su contexto) basta para constatar que todos hemos recorrido ese camino, el de Damasco, o el de la Pasión del hombre, con la pesada carga de nuestros cerebros y nuestros sexos, y que, solo puede tenerse por humano, aunque a menudo se le ha llamado loco, aquel que a las 4.48, hora de lobo, ha odiado –desconocido/temido– lo que amaba, y viceversa.
- Líbrate de las cosas hermosas que te deseo[21] (Fundación SGAE, 2015)

Un viaje emocional y reflexivo hacia el ‘sur’ de la personalidad, pues ¿qué sucede cuando una mujer blanca se enamora de un hombre negro?, ¿qué fronteras hay que atravesar en lo individual? ¿Y en lo familiar? Podría tratarse de un aprendizaje como el que hay que emprender en toda relación amorosa pero también es la posibilidad de desandar ciertos prejuicios… ¿quién conquista a quién?, ¿dónde empieza o termina un continente?, ¿qué es lo verdaderamente originario, primitivo?
- Infamia (Fundación SGAE, 2014)

Acusado de catorce cargos contra la moral, Oscar Wilde, es acosado por la ruina. En la sociedad victoriana su nombre se elimina de los carteles y pasa a designar a un homosexual. Su perdición tiene nombre propio: Lord Alfred Douglas. Wilde, el gentleman, Jekyll y Mr. Hyde, ángel y bestia, marqués y sodomita, padre y canalla, se desenmascara interpretando su tragedia con grand style y guiños al musical.
- Los perros en danza (Intrahistorias de la República y la Guerra), (accésit Premio Marqués de Bradomín, 2010)
- Günter, un destripador en Viena, (Primer Acto, 2008)

A través de esta ficción biográfica inspirada en Günter Brus, artista austriaco que se autolesionaba en público, Velasco vincula agonía y sexo: "el dolor es indisociable del placer, casi todas las relaciones sociales están basadas en juegos sadomasoquistas".
- Los muertos no respetan el descanso (La uña rota). Obra finalista del Premio de la Crítica de Castilla y León. [24]